# Talakivka
Talakivka (en ukrainien : Талаківка, en russe : Талаковка, Talakovka) est une commune urbaine de l'est de l'Ukraine, dans l'oblast de Donetsk, dépendante du raïon de Marioupol. Elle était peuplée de 3959 habitants en 2019.

## Géographie
La commune se situe sur la rive orientale du fleuve côtier Kalmious, qui se jette plus au sud dans la mer d'Azov, et fait face à la commune urbaine de Sartana, légèrement en aval, sur la rive opposée du fleuve. Elle se trouve à 17 km en amont de Marioupol, au nord-est, et à 90 km au sud de la ville de Donetsk.